# Campeonato Uruguayo Femenino Divisional A 2017
El Campeonato Uruguayo de Fútbol Femenino constituyó el 21.° torneo de primera división del fútbol femenino uruguayo organizado por la AUF, correspondiente al año 2017. El campeón fue el Club Atlético Peñarol, tras derrotar a Colón Fútbol Club en la final.

## Sistema de disputa
El sistema consiste en la disputa Torneo Apertura y un Torneo Clausura. Ambos se juegan se juegan en tres etapas. En la primera etapa juegan los siete equipos todos contra todos. El 1º clasifica directo al cuadrangular final, mientras que el resto juega playoffs cuyo ganador clasifica: 2º contra 7º, 3º contra 6º y 4º contra 5º. El ganador del cuadrangular final es el ganador del torneo corto.
Para determinar el campeón uruguayo de la temporada, se utiliza el formato tradicional, que consiste en jugar un play-off entre el club que más puntos sumó en la tabla anual, y el ganador de un partido entre los ganadores de Apertura y Clausura.
Peñarol, en carácter de campeón, representó a Uruguay en la Copa Libertadores 2018 disputada en la ciudad de Manaus, Brasil.

## Equipos participantes

### Datos de los equipos
| Club                 | Ciudad      | Estadio            | Capacidad | Fundación                | Temporadas | Temp. Consecutivas | Títulos | Subtítulos | 2016         |
| -------------------- | ----------- | ------------------ | --------- | ------------------------ | ---------- | ------------------ | ------- | ---------- | ------------ |
| Colón                | Montevideo  | Parque Suero       | 2.000     | 12 de marzo de 1907      | 8          | 8                  | 4       | —          | Campeón      |
| Línea D CUTCSA       | Montevideo  | -                  | -         | -                        | 2          | 2                  | —       | —          | Primera fase |
| Montevideo Wanderers | Montevideo  | Devoto (cancha 2)  | -         | 15 de agosto de 1902     | 14         | 5                  | —       | —          | Segunda fase |
| Nacional             | Montevideo  | Los Céspedes       | -         | 14 de mayo de 1899       | 15         | 7                  | 4       | 8          | Vicecampeón  |
| Peñarol              | Montevideo  | José Pedro Damiani | 12.000    | 28 de septiembre de 1891 | 3          | 1                  | —       | —          | Segunda fase |
| River Plate          | Montevideo  | River Plate        | -         | 11 de mayo de 1932       | 12         | 4                  | 2       | 2          | Segunda fase |
| SAC Canelones        | Las Piedras | Monegal            | 6.000     | 19 de septiembre de 1958 | 3          | 3                  | —       | —          | Segunda fase |

## Clasificación

### Torneo Apertura

#### Primera Fase
|           | PTS | PJ | PG | PE | PP | GF | GC | DIF |
| --------- | --- | -- | -- | -- | -- | -- | -- | --- |
| Peñarol   | 13  | 6  | 4  | 1  | 1  | 21 | 3  | 18  |
| Nacional  | 13  | 6  | 4  | 1  | 1  | 21 | 4  | 17  |
| Colón     | 13  | 6  | 4  | 1  | 1  | 21 | 6  | 15  |
| River     | 9   | 6  | 2  | 3  | 1  | 20 | 7  | 13  |
| SAC       | 7   | 6  | 2  | 1  | 3  | 16 | 18 | -2  |
| CUTCSA    | 4   | 6  | 1  | 1  | 4  | 5  | 16 | -11 |
| Wanderers | 0   | 6  | 0  | 0  | 6  | 2  | 52 | -50 |

1. ↑   Faltan datos de Peñarol - CUTCSA. Inicialmente fue suspendido, aparentemente se le dio por ganado a Peñarol pero con resultado 0-0.

#### Playoff
| Fecha       | Estadio                    | Local en la ida |   | Global |    | Local en la vuelta |
| ----------- | -------------------------- | --------------- | - | ------ | -- | ------------------ |
| 18 de junio | Walter Devoto              | Wanderers       | 0 | 0 - 25 | 14 | Nacional           |
| 25 de junio | Estadio Luis Méndez Piana  | Wanderers       | 0 | 0 - 25 | 11 | Nacional           |
| 18 de junio | Libertad Washington        | CUTCSA          | 2 | 2 - 4  | 3  | Colón              |
| 25 de junio | Parque Doctor Carlos Suero | CUTCSA          | 0 | 2 - 4  | 1  | Colón              |
| 18 de junio | Estadio Martínez Monegal   | SAC Canelones   | 0 | 1 - 9  | 3  | River              |
| 25 de junio | Complejo River Plate       | SAC Canelones   | 1 | 1 - 9  | 6  | River              |

#### Cuadrangular Final
|          | PTS | PJ | PG | PE | PP | GF | GC | DIF |
| -------- | --- | -- | -- | -- | -- | -- | -- | --- |
| Peñarol  | 9   | 3  | 3  | 0  | 0  | 6  | 2  | 4   |
| Nacional | 6   | 3  | 2  | 0  | 1  | 7  | 3  | 4   |
| River    | 3   | 3  | 1  | 0  | 2  | 2  | 3  | -1  |
| Colón    | 0   | 3  | 0  | 0  | 3  | 1  | 8  | -7  |

### Torneo Clausura

#### Primera Fase
|           | PTS | PJ | PG | PE | PP | GF | GC | DIF |
| --------- | --- | -- | -- | -- | -- | -- | -- | --- |
| Colón     | 14  | 6  | 4  | 2  | 0  | 30 | 3  | 27  |
| Peñarol   | 14  | 6  | 4  | 2  | 0  | 30 | 3  | 27  |
| River     | 11  | 6  | 3  | 2  | 1  | 24 | 8  | 16  |
| Nacional  | 7   | 6  | 1  | 4  | 1  | 16 | 7  | 9   |
| SAC       | 7   | 6  | 2  | 1  | 3  | 16 | 18 | -2  |
| CUTCSA    | 4   | 6  | 1  | 1  | 4  | 8  | 14 | -6  |
| Wanderers | 0   | 6  | 0  | 0  | 6  | 0  | 71 | -71 |

#### Playoff
| Fecha           | Estadio                    | Local en la ida |   | Global |    | Local en la vuelta |
| --------------- | -------------------------- | --------------- | - | ------ | -- | ------------------ |
| 12 de noviembre | Walter Devoto              | Wanderers       | 0 | 0 - 19 | 7  | Peñarol            |
| 19 de noviembre | José Pedro Damiani         | Wanderers       | 0 | 0 - 19 | 12 | Peñarol            |
| 12 de noviembre | Parque Doctor Carlos Suero | CUTCSA          | 2 | 2 - 3  | 1  | River              |
| 19 de noviembre | Complejo River Plate       | CUTCSA          | 0 | 2 - 3  | 2  | River              |
| 12 de noviembre | Estadio Martínez Monegal   | SAC Canelones   | 2 | 2 - 13 | 8  | Nacional           |
| 19 de noviembre | Keway                      | SAC Canelones   | 0 | 2 - 13 | 5  | Nacional           |

#### Cuadrangular Final
|          | PTS | PJ | PG | PE | PP | GF | GC | DIF |
| -------- | --- | -- | -- | -- | -- | -- | -- | --- |
| Colón    | 7   | 3  | 2  | 1  | 0  | 5  | 2  | 3   |
| Peñarol  | 5   | 3  | 1  | 2  | 0  | 5  | 4  | 1   |
| River    | 4   | 3  | 1  | 1  | 1  | 5  | 4  | 1   |
| Nacional | 0   | 3  | 0  | 0  | 3  | 1  | 6  | -5  |

### Definición del Campeonato
|  | Semifinal                  | Semifinal |  |  | Final                         | Final | Final |
|  |                            |           |  |  |                               |       |       |
|  |                            |           |  |  |                               |       |       |
|  | Colón (Ganador Apertura)   | 2         |  |  |                               |       |       |
|  | Peñarol (Ganador Clausura) | 1         |  |  |                               |       |       |
|  |                            |           |  |  |                               |       |       |
|  |                            |           |  |  | Colón (Ganador Semifinal)     | 1     | 1     |
|  |                            |           |  |  | Peñarol (Ganador Tabla Anual) | 0     | 2     |
|  |                            |           |  |  |                               |       |       |

| 13 de diciembre de 2017 | Peñarol     | 1:2     | Colón        | Estadio Martínez Monegal, Canelones |  |
| 19:30                   | Edrit Viana | Reporte | Belén Aquino |                                     |  |

| 17 de diciembre de 2017 | Colón               | 1:0 (1:0) | Peñarol | Estadio Abraham Paladino, Montevideo |  |
| 9:30                    | Lorena González 43' |           |         |                                      |  |

| 19 de diciembre de 2017 | Peñarol                                        | 2:1 (1:1, 2:1, 2:1) (3:0 p.) | Colón                                           | Parque San Eugenio, Montevideo |                       |
| 19:30                   | Lourdes Viana 2' 90+1'                         | Reporte                      | Leticia Tzitzios 29'                            | Árbitra: Nadia Fuques          | Árbitra: Nadia Fuques |
|                         |                                                | Tiros desde el punto penal   |                                                 |                                |                       |
|                         | Lourdes Viana · Jemina Rolfo · Sofía Olivera · |                              | Jennifer Clara · Catherin Berni · Romina Chaves |                                |                       |

| Uruguay                                   |
| Campeón Uruguayo 2017 Peñarol 1.er título |